# Ierland (land)
Ierland (Iers: Éire, Engels: Ireland) is een Europees land dat ongeveer 80 procent van het gelijknamige eiland beslaat. De andere twintig procent van dit eiland behoort tot Noord-Ierland, een regio met ruime vorm van zelfbestuur, dat tot het Verenigd Koninkrijk behoort.
Om het land van het eiland te onderscheiden wordt het aangeduid als de Republiek Ierland (Iers: Poblacht na hÉireann, Engels: Republic of Ireland). Deze aanduiding heeft sinds 1949 de status van officiële beschrijving van het land. De officiële, protocollaire naam is echter, sinds 1937, kortweg Ierland.
Het land telt 5.176.569 (2020) inwoners op een oppervlakte van 69.825 km². In het noordoosten grenst de republiek aan Noord-Ierland, een deel van het Verenigd Koninkrijk, in het westen aan de Atlantische Oceaan, in het oosten aan de Ierse Zee en in het zuiden en zuidoosten aan de Keltische Zee en het Sint-Georgekanaal.
Het nationale symbool van Ierland is een Keltische harp, die ook op de Ierse euromunten afgebeeld staat. Maar vaak wordt de klaver (shamrock) gebruikt als nationaal symbool, onder meer door het nationale rugbyteam en de nationale vliegmaatschappij Aer Lingus.

## Geschiedenis

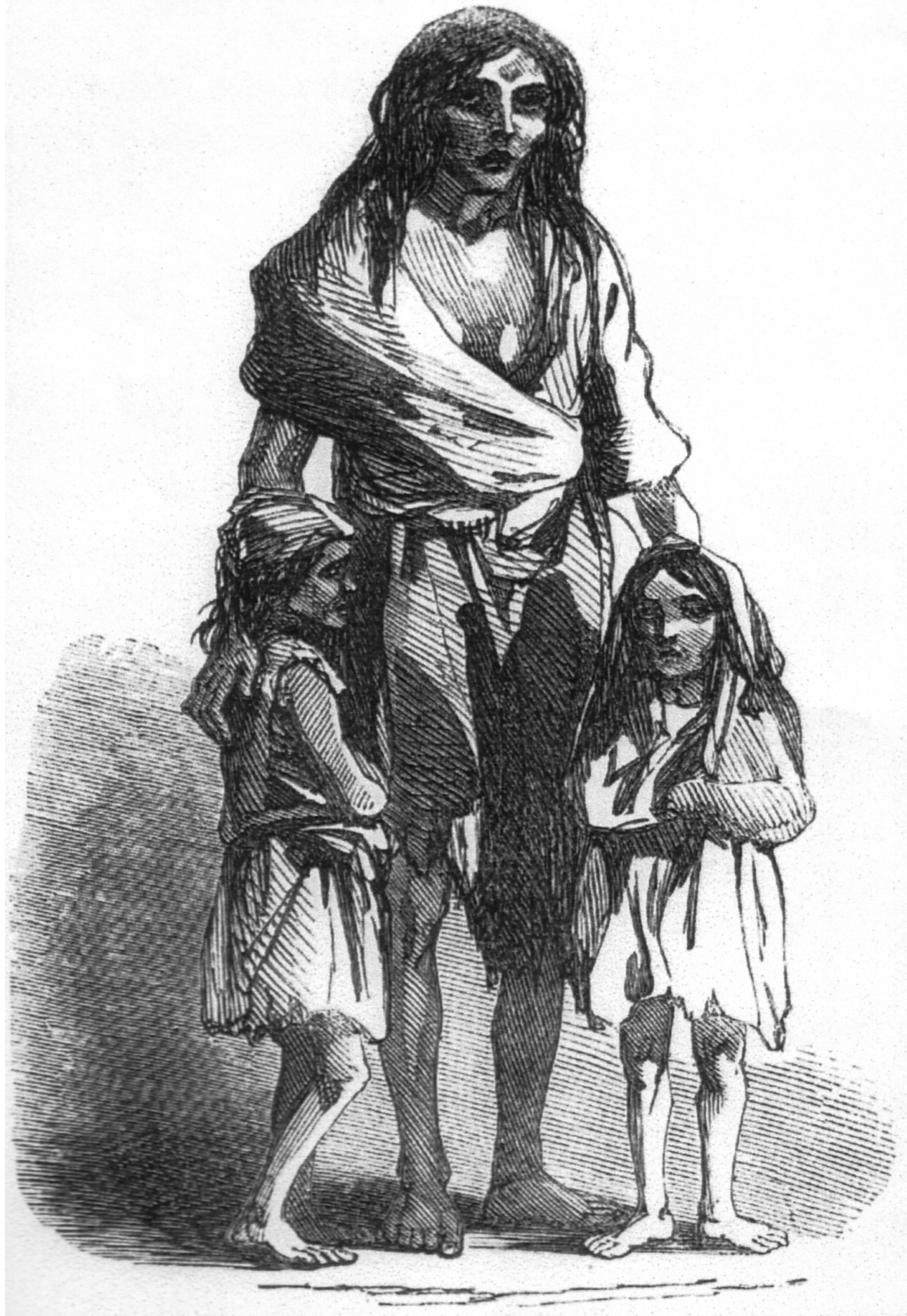
De Grote Hongersnood teisterde Ierland halverwege de negentiende eeuw

Na de onderdrukking van de Paasopstand (april 1916) begonnen Ierse vrijwilligers gegroepeerd in het Iers Republikeins Leger (Irish Republican Army, IRA) een guerrillastrijd tegen de Britten. De bezetting van Ierland door Groot-Brittannië werd onhoudbaar na het hoogtepunt van de gewelddadigheden met de The Burning of Cork in de nacht van 11 op 12 december 1920: nadat een compagnie van de Auxiliaries (divisie van Engelse ex-legerofficieren) in een hinderlaag van de Ierse vrijheidsstrijders was gevallen, brandde de bezettingsmacht grote delen van de stad Cork plat en schoten de Black and Tans (Engelse hulptroepen) inwoners zonder vorm van proces dood. 
Na jaren oorlog volgde er een wapenstilstand tussen de IRA en het Britse leger, met onderhandelingen als gevolg. Het zuidelijk deel van Ierland verkreeg praktisch onafhankelijkheid als Ierse Vrijstaat met het Anglo-Iers verdrag op 6 december 1921. Noord-Ierland, waar veel protestantse migranten woonden die oorspronkelijk uit Schotland afkomstig waren en die loyaal bleven aan Groot-Brittannië, bleef Brits. Dit was niet enkel zo omdat hier meer protestanten woonden. Hier lagen (en liggen nog steeds) de belangrijkste havens van het eiland, Noord-Ierland was ook economisch het sterkste deel van het land. De Britten behielden daarmee het grootste deel van de economische 'rijkdommen' van het eiland.
De extremistische vleugel van de IRA onder Éamon de Valera weigerde echter akkoord te gaan met de 'deling' van Ierland in een Vrijstaat en een Brits Ulster. Het gevolg was een burgeroorlog tussen voor- en tegenstanders van de Vrijstaat. Uiteindelijk schikte Éamon de Valera zich en legde hij zich neer bij de deling. Besprekingen tussen de Vrijstaat en Noord-Ierland in 1925 over een herziening van de landsgrens liepen op niets uit.
De Valera's partij Fianna Fáil trad in 1927 toe tot de regering van premier William Cosgrave. In 1932 werd De Valera zelf premier en in 1937 verklaarde hij Ierland onafhankelijk, maar hij riep niet de republiek uit. Tijdens de Tweede Wereldoorlog bleef Ierland neutraal, maar achter de schermen werden de geallieerden geholpen. Zo'n 70.000 man schreef zich vrijwillig in om in Europa met het Britse leger mee te vechten. In Ierland zelf werd aan het begin van de Tweede Wereldoorlog de noodtoestand uitgeroepen. In 1948 werd De Valera tijdens verkiezingen verslagen en in 1949 werd de Republiek Ierland uitgeroepen. In 1951 werd De Valera opnieuw minister-president en in 1959 president van de republiek. In 1972 werd de bijzondere rol van de Rooms-Katholieke Kerk bij referendum afgeschaft. Op 30 mei 1973 werd de protestant Erskine Childers president, gevolgd door Cearbhall Ó Dálaigh (1974-1976) en Patrick Hillery (1976-1990).
Met steun van de sociaaldemocraten werd Mary Robinson – een onafhankelijke kandidaat – in 1990 tot president gekozen. Op 11 november 1997 werd Mary McAleese geïnstalleerd als de achtste president van Ierland. Dit was de eerste keer in de wereldgeschiedenis dat een vrouw een andere vrouw als president opvolgde. In 2004 werd haar ambtstermijn met 7 jaar verlengd; er hadden zich voor de verkiezingen geen tegenkandidaten gemeld. Op 28 oktober 2011 werd Michael D. Higgins verkozen tot de nieuwe Ierse president, op 26 oktober 2018 werd hij herkozen.
Ierland is sinds 1973 lid van de Europese Unie, maar is geen lid van de NAVO.

## Geografie

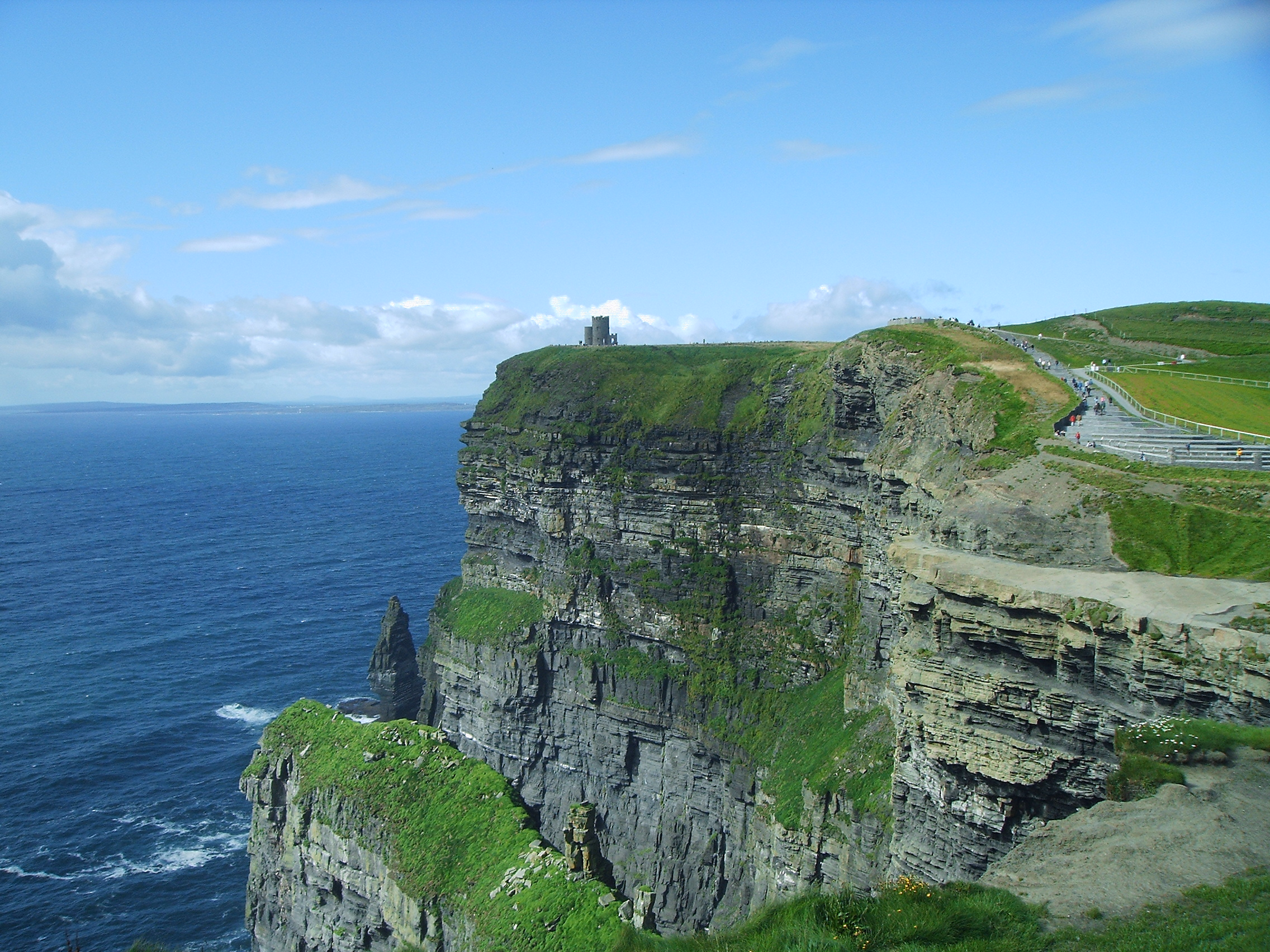
De Kliffen van Moher

De republiek Ierland heeft een oppervlakte van 69.825 km² en beslaat ruim 80 procent van het eiland Ierland, dat het deelt met Noord-Ierland. De grens met het Verenigd Koninkrijk (Noord-Ierland) heeft een lengte van 360 km. Het eiland Ierland ligt in Noordwest-Europa, in de noordelijke Atlantische Oceaan.
De Ierse westkust bestaat grotendeels uit kliffenkusten, heuvels en middelgebergte. Het hoogste punt is de berg Carrauntoohil (1038 m) in het zuidwesten van het land. Het binnenland is relatief vlak en wordt doorsneden door rivieren, zoals de Shannon, met 386 km de langste rivier van het land, en meren.
Naast het gelijknamige eiland omvat de staat Ierland ook enkele andere eilanden en eilandgroepen. Het grootste is Achill Island. Andere zijn de Araneilanden, de Blasket-eilanden, Cleareiland, Inishbofin, de Skellig-eilanden en Valentia.
Vijf Ierse plaatsen hebben de status van stad, dit zijn ook de grootste plaatsen van Ierland. De hoofdstad Dublin (Iers: Baile Átha Cliath uitgesproken ongeveer als: baai ah-ha kliea) is veruit de grootste stad van het land. De andere plaatsen met de status van stad zijn Cork (119.418 inwoners in 2006), Galway (72.414), Limerick (52.539) en Waterford (45.748).

## Demografie
Tussen 1850 en 1950 daalde de Ierse bevolking van zeven miljoen tot minder dan drie miljoen, onder meer door de nasleep van de "Grote Hongersnood", waarbij miljoenen Ieren stierven van de honger of emigreerden.
In 2022 telde Ierland een bevolking van 5.149.139 mensen, een stijging van 8% ten opzichte van de census in april 2016. In dit laatste censusjaar waren er voor het eerst sinds 171 jaar meer dan vijf miljoen inwoners. Van de bevolking was het aandeel niet Ieren 12% en 3% had naast de Ierse nationaliteit nog een tweede nationaliteit. De gemiddelde leeftijd steeg is gestegen van 37,4 jaar in 2016 naar 38,8 jaar in 2022. Van alle inwoners is 69% Katholiek, dit was in 2016 nog 79%, en het aandeel niet-gelovigen was 14% in 2022.

## Politiek

### Politiek systeem

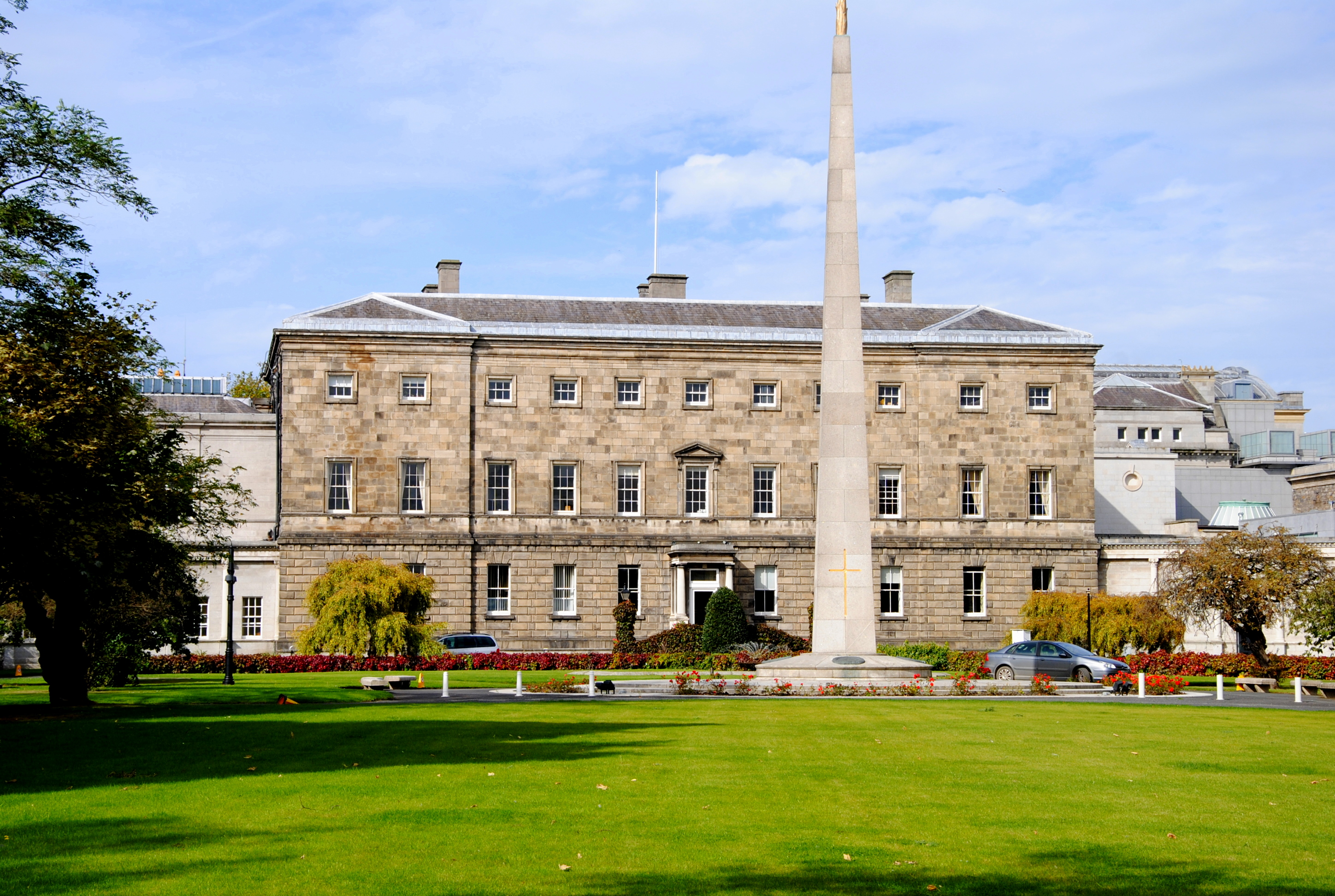
Leinster House, de zetel van het parlement van Ierland

Ierland is een republiek en een parlementaire democratie. De president van Ierland is het staatshoofd, maar vervult volgens de Ierse Grondwet vooral een ceremoniële functie, wordt rechtstreeks gekozen, waarbij, anders dan bij de verkiezingen voor de Dail, alleen inwoners van de Republiek met de Ierse nationaliteit mogen stemmen. Een president heeft een termijn van zeven jaar en kan maximaal één keer herkozen worden. Een van de taken van de president is het aanwijzen van de minister-president, de Taoiseach (premier).
Het parlement (Oireachtas) bestaat uit de Dáil en de Seanad (senaat). De Dáil, vergelijkbaar met de Kamer van Volksvertegenwoordigers in België en de Tweede Kamer in Nederland, wordt rechtstreeks gekozen door alle inwoners van de Republiek die de Ierse of de Britse nationaliteit bezitten. (Het Verenigd Koninkrijk en Ierland hebben een akkoord waarmee burgers in beide landen mogen stemmen.) De Dáil bestaat uit 174 leden, de zogenaamde Teachtaí Dála of TD's.
Ierland kent een kiessysteem waarbij het land verdeeld is in meervoudige kiesdistricten (lijst). In ieder district worden dus meerdere kandidaten gekozen. De kiezers kunnen bij het uitbrengen van hun stem aangeven welke kandidaat hun eerste voorkeur heeft, welke hun tweede, enzovoort, tot bij alle kandidaten een voorkeur is aangegeven. De kiezer heeft een enkelvoudige overdraagbare stem.
De Seanad bestaat uit 60 leden, de zogenaamde senatoren. Zij worden niet rechtstreeks verkozen. Elf van deze leden worden voorgedragen door de Taoiseach (in de praktijk benoemt hij hen), zes leden worden gekozen door de afgestudeerden van de universiteiten. 43 leden worden gekozen door speciale panels, samengesteld naar beroepsgroep.
De meest recente verkiezingen voor de Dáil vonden plaats in 2024. De huidige regering is een meerderheidskabinet onder leiding van Taoiseach Micheál Martin, bestaande uit een samenwerkingsverband tussen zijn conservatief-liberale Fianna Fáil, de christendemocratische Fine Gael en onafhankelijke politici. De oppositie wordt in de huidige Dáil gevormd door onder meer Sinn Féin (sociaaldemocratisch, republikeins), de Irish Labour Party en de Social Democrats (beide sociaaldemocratisch) en de Groene Partij.
Ierland is lid van tal van grote internationale organisaties, zoals de Verenigde Naties en de OESO. Het is om de neutraliteit te behouden echter geen lid van de NAVO. Op Europees niveau is Ierland aangesloten bij de Europese Unie en de eurozone, maar het hoort niet bij de Schengenlanden.

### Bestuurlijke indeling
Historisch was Ierland verdeeld in 4 provincies (Ulster, Munster, Leinster en Connacht) die samen 32 graafschappen (counties) omvatten. Een deel van de provincie Ulster is nu Noord-Ierland. Deze provincies hebben geen betekenis voor het bestuur. De historische graafschappen (counties) hebben nog wel een betekenis.
Van de 26 graafschappen die in de Republiek liggen, zijn diverse graafschappen inmiddels onderverdeeld in meerdere "bestuurlijke" graafschappen, deels aangeduid als stad: Dublin, Cork, Limerick, Galway en Waterford. Limerick en Waterford zijn weliswaar onderverdeeld, maar delen een bestuur.

## Economie

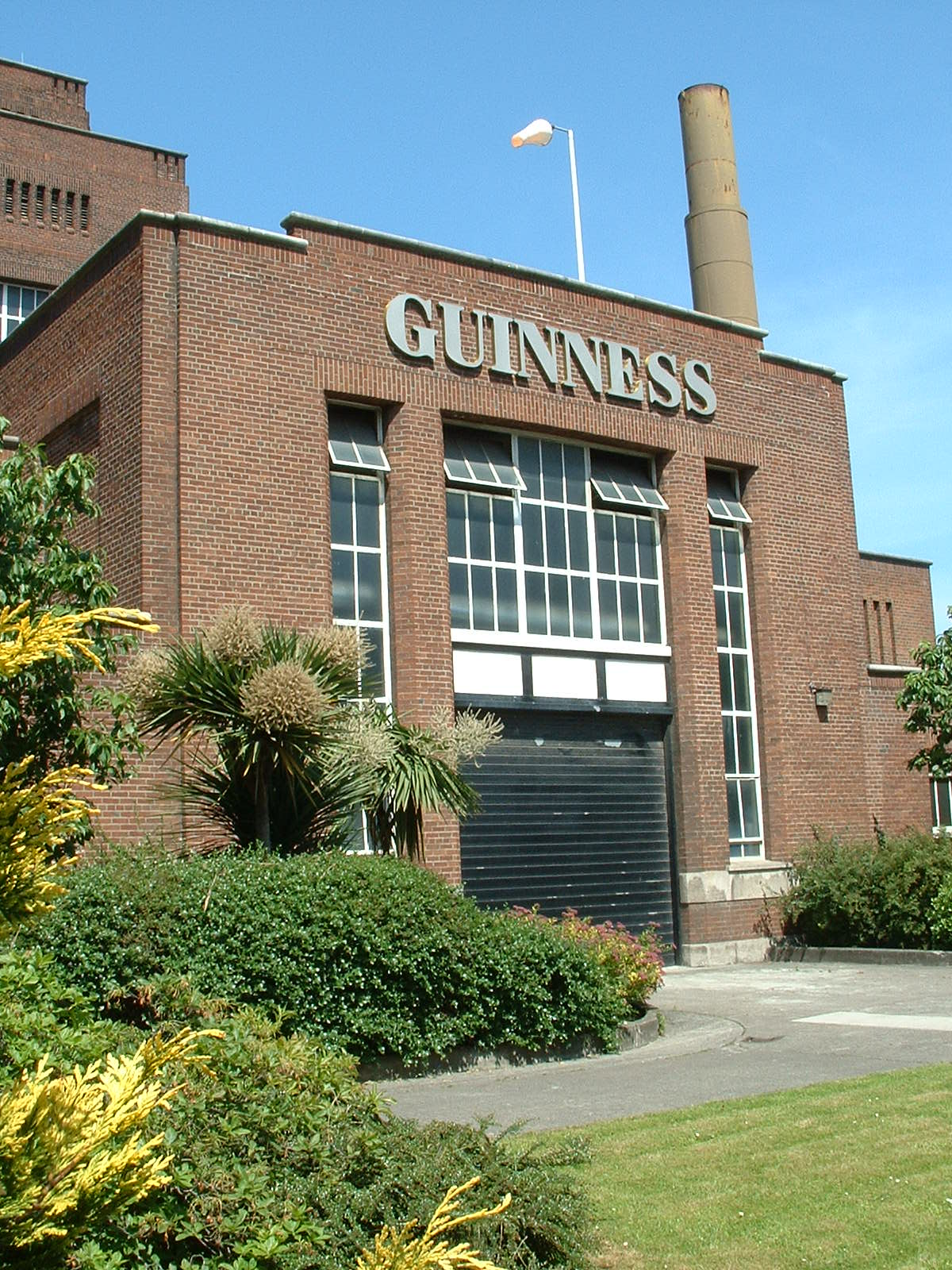
Guinness-brouwerij in Dublin

Lange tijd was Ierland het armste land van West-Europa, waarvan de emigratie, waar Ierland om bekendstond, een symbool was. In de jaren 90 van de twintigste eeuw maakte Ierland echter een periode van hoge economische groei door (in de periode 1995-2000 werd een gemiddelde jaarlijkse economische groei van 9,9 procent gerealiseerd), waardoor Ierland anno 2006 het op een na rijkste land van de EU was (na Luxemburg) en het op drie na rijkste land ter wereld (na Luxemburg, Noorwegen en de Verenigde Staten). Ierland stond in de jaren 90 bekend als de Keltische Tijger, een term die verwijst naar de Aziatische Tijgers, die eerder een soortgelijke spectaculaire groei meemaakten.
De Ierse economie is in de jaren 90 veranderd van een economie die georiënteerd was op landbouw in een dynamische exporteconomie van hightech producten en diensten. Vooral computers zijn een belangrijk exportproduct en veel Amerikaanse bedrijven, waaronder Dell en Intel, hebben hun Europese vestigingen in Ierland gevestigd. Deze bedrijven stonden aan de basis van de hoge economische groei die in de jaren 90 begon. In de periode 2005 tot en met 2007 groeide de economie met meer dan 5 procent gemiddeld per jaar. Diensten vormen 49 procent van het bruto binnenlands product, de industrie 46 procent en de landbouw 5 procent.
Het geheim van de economische opleving zijn naast de lage belastingen voor buitenlandse ondernemingen (zo is er bijvoorbeeld geen belasting op royalty's), de zogenaamde "pay-pacts" (soort cao), en de toegankelijkheid van het Ierse onderwijs. Overeenkomsten tussen overheid, vakbonden en het bedrijfsleven over de arbeidsomstandigheden, waaronder gereglementeerde loonontwikkeling voor drie jaar. Dit doet sterk denken aan het Nederlandse poldermodel van de kabinetten Kok en is een voortzetting van het corporatistisch gedachtegoed dat rond de Tweede Wereldoorlog opgang deed. Ook de afschaffing van collegegeld in begin jaren 80 zorgde ervoor dat Ierland relatief veel hoog opgeleide werknemers had. De arme positie van Ierland in de jaren 80 zorgde er ook voor dat het gemiddelde loon vergeleken met andere Europese landen zeer laag was. Ierland was dus aantrekkelijk voor Amerikaanse bedrijven omdat het een Engelstalig land binnen de Europese economische ruimte was, dat hoog opgeleide en goedkope arbeidskrachten kende, met ook nog de nodige belastingvoordelen.
In de economische hoogtijdagen kochten veel Ieren een huis, gesteund door banken die graag hypotheken verstrekten en fiscale voordelen. De huizenprijzen schoten omhoog en eind 2008 hadden de Ieren 212 miljard euro aan schulden uitstaan, dat was tweemaal het beschikbare huishoudinkomen. Ierland was echter een van de eerste landen die fors geraakt werd door de Europese staatsschuldencrisis van 2010 en later. De economie liet een daling zien van 7,6 procent in 2009 mede vanwege een instortende huizen- en bouwmarkt. Menig Ier had moeite om de leningen aan de banken terug te betalen en banken leden grote verliezen op schulden die oninbaar waren. Teneinde de banken van de ondergang te redden verstrekte de overheid garanties en deed kapitaalinjecties met een totale waarde van 45 miljard euro in 2009 en 2010. De met schandalen omgeven Anglo Irish Bank werd genationaliseerd en uiteindelijke geliquideerd. Dit alles leidde in 2010 tot een enorm groot begrotingstekort van 30,9 procent. De staatsschuld liep ook sterk op. In 2007 had Ierland een schuld van 25 procent van het bruto binnenlands product (BBP), ruimschoots onder de Europese norm van 60 procent, maar deze liep snel op tot 106,4 procent in 2011. De afnemende financiële slagkracht die deze crisis met zich meebracht deden de in Ierland zo snel gegroeide bouwsector geen goed, waardoor bedrijven in geldnood raakten en vele ontslagen volgden. De financiële markten vertrouwden Ierland niet meer, en de regering werd gedwongen een beroep te doen op het noodfonds van het IMF en EU, het EFSF. In november 2010 kreeg Ierland een financieel steunpakket van 85 miljard euro. De hulp heeft geholpen en de werkloosheid heeft een dalende trend ingezet. In december 2013 heeft de regering afgezien van verdere internationale noodsteun en gaat verder zonder de hulpgelden. In 2014 vertoonde de Ierse economie weer de sterkste stijging sinds 2005.
In 2015 realiseerde het land een zeer hoge economische groei van 25%. Normale oorzaken van economische groei zijn hogere binnenlandse consumptie, meer productiviteit, lagere werkloosheid of een stijgende export. In dit jaar speelden andere factoren een rol. In 2015 werden diverse grote farmaceutische concerns overgenomen door kleine Ierse bedrijven. Een deel van de wereldwijde inkomsten van deze bedrijven wordt sindsdien opgeteld bij het nationaal inkomen van Ierland. Verder konden bedrijven tot 2014 via het land een deel van hun inkomsten, vooral uit patenten en royalty's, wegsluizen naar belastingparadijzen. Deze fiscale route is geblokkeerd waardoor nu meer inkomsten in Ierland blijven en daar worden belast. Kritische economen nuanceren echter de optimistische groeicijfers. Prof. Aidan Regan berekende dat het gewijzigd bruto nationaal inkomen (BNI), dus zonder de aanwezigheid van buitenlandse multinationals, in 2023 slechts € 291 miljard bedroeg, terwijl het totale BBP opliep tot € 510 miljard. Dit betekent dat het verschil van rond € 219 miljard van de gerapporteerde "Ierse" productie nooit echt naar de Ierse economie is gevloeid.
| Jaar | BNP tegen marktprijzen (in € miljoen) | Reële groei BNP | Overheidstekort (in % BNP) | Staatsschuld (in % BNP) |
| ---- | ------------------------------------- | --------------- | -------------------------- | ----------------------- |
| 2007 | 197.054                               | 4,9%            | 0,3%                       | 23,9%                   |
| 2008 | 184.547                               | −2,6%           | −7,0%                      | 42,4%                   |
| 2009 | 169.432                               | −6,4%           | −13,8%                     | 61,8%                   |
| 2010 | 167.255                               | −0,3%           | −32,1%                     | 86,1%                   |
| 2011 | 173.120                               | 1,7%            | −13,5%                     | 109,4%                  |
| 2012 | 176.622                               | −0,4%           | −8,4%                      | 118,7%                  |
| 2013 | 182.909                               | 2,2%            | −6,3%                      | 117,5%                  |
| 2014 | 200.595                               | 9,4%            | −3,5%                      | 101,3%                  |
| 2015 | 272.283                               | 24,6%           | −2,8%                      | 74,0%                   |
| 2016 | 275.933                               | 1,2%            | −0,8%                      | 72,6%                   |
| 2017 | 308.367                               | 10,1%           | −0,3%                      | 66,2%                   |
| 2018 | 335.137                               | 7,7%            | 0,1%                       | 61,5%                   |
| 2019 | 363.753                               | 5,0%            | 0,4%                       | 55,9%                   |
| 2020 | 381.728                               | 7,2%            | −4.9%                      | 57,0%                   |
| 2021 | 448.445                               | 16,3%           | −1,4%                      | 52,6%                   |
| 2022 | 520.718                               | 7,5%            | 1,7%                       | 43,1%                   |
| 2023 | 524.728                               | −2,5%           | 1,5%                       | 43,3%                   |
| 2024 | 562.795                               | 2,6%            | 4,3%                       | 40,9%                   |

Enkele bekende Ierse producten en bedrijven zijn Baileys (sterkedrank), Guinness, Murphy's Stout (bieren), Jameson Whiskey, Tullamore Dew (whiskeys), Kerry Group (voedingsmiddelen), Ryanair, Aer Lingus (luchtvaartmaatschappijen) en Waterford Crystal (kristal).
Op ongeveer 80 kilometer ten noordwesten van Ierland werd in 1996 het Corrib gasveld gevonden. Het veld bevat zo’n 28 miljard m³ aardgas en op de piek van de productie kan het veld voor 60% in de gasbehoefte van het land voorzien. De zee is ter plaatse 350 meter diep en het veld ligt op drie kilometer diepte. Het gas wordt via een 20-inch (520mm) pijplijn getransporteerd naar de Bellanaboy Bridge Gas Terminal in County Mayo. Hier wordt het gas behandeld alvorens het via het landelijke gasnetwerk van Gas Networks Ireland naar de afnemers wordt getransporteerd. De ontwikkeling van het veld heeft lang geduurd en op 31 december 2015 kwam het eerste gas aan land.

## Verkeer en vervoer

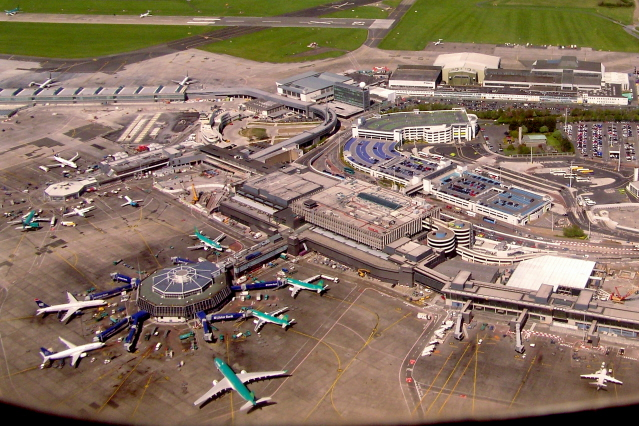
Dublin Airport

De drie belangrijkste vliegvelden in Ierland zijn Dublin International Airport, Cork International Airport en Shannon International Airport. Aer Lingus is de nationale luchtvaartmaatschappij, maar de prijsvechter Ryanair is de grootste Ierse luchtvaartmaatschappij.
Er zijn bootverbindingen met het Verenigd Koninkrijk, een aantal Kanaaleilanden en met Frankrijk.
Treinvervoer wordt geregeld door Iarnród Éireann, binnen Dublin door de Dublin Area Rapid Transit. Het Ierse tramnet is tamelijk beperkt. Alleen Dublin kent een tramnetwerk, dat door Luas wordt geëxploiteerd. Het netwerk bestaat uit 2 lijnen, rood en groen, die voornamelijk het zuiden van de stad bedienen. Busvervoer is in handen van Bus Éireann, het netwerk van stadsbussen in Dublin wordt uitgebaat door Dublin Bus.
Ierland is in 2004 overgestapt op het metrische systeem. Verkeersborden geven sindsdien de afstand in kilometers. Er zijn, zeker op het platteland, in afnemende mate borden met de afstand in mijlen.
Sinds 2000 werd een uitgebreid net van autosnelwegen aangelegd.
Het land kent een netwerk van langeafstandswandelpaden: de National Waymarked Trails.

## Cultuur

### Bezienswaardigheden
- Araneilanden
- Cliffs of Moher
- Glendalough (voormalig klooster)
- de 7 nationale parken
- Kylemore Abbey
- Ring of Kerry
- Wild Atlantic Way
- Connemara
- Lijst van musea in Ierland
- Newgrange (grafheuvel)

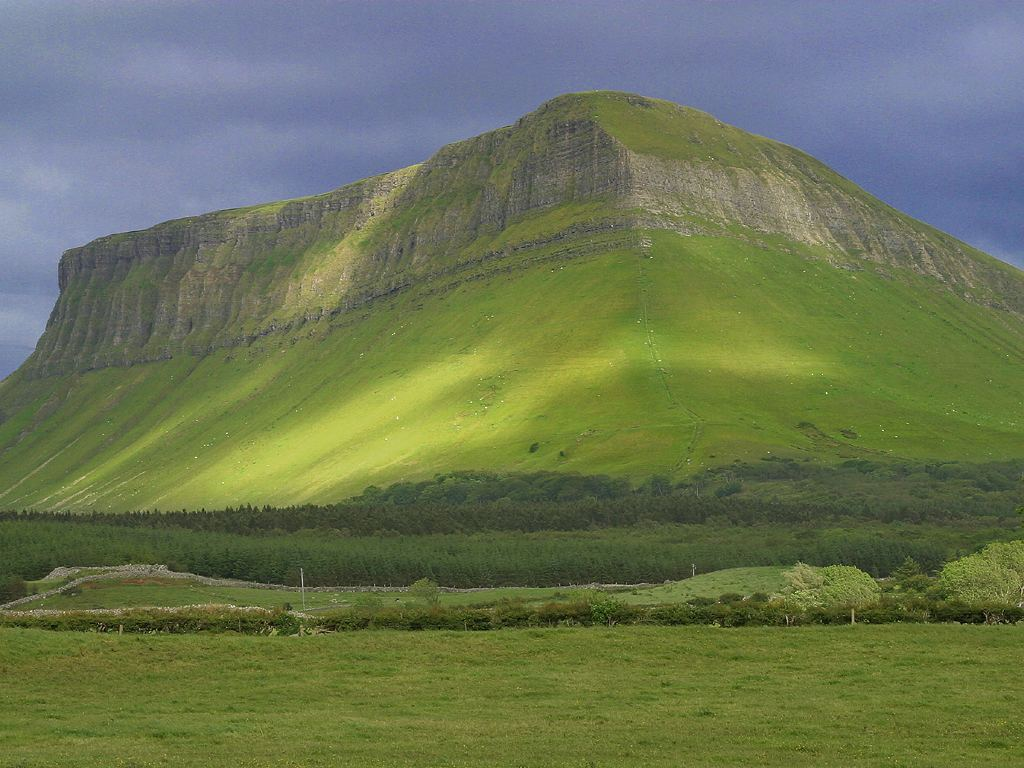
De berg Ben Bulben, in de buurt van Sligo

- Monumenten op de Werelderfgoedlijst
  - Brú na Bóinne (archeologische vindplaats aan de Boyne)
  - Skellig Michael (eiland)
- De heuvel van Tara (archeologische vindplaats)
  - De sierspeld van Tara die in deze heuvel werd gevonden

### Media
Ierse kranten zijn onder andere de
- Irish Examiner
- The Irish Independent
- The Evening Herald
- The Irish Times
- The Sunday Tribune

Ierse televisiezenders zijn onder andere:
- RTÉ One en Two
- Setanta Sports
- TG4 (Ierstalig)
- TV3

Ierse radiozenders zijn onder andere:
- 98FM
- Newstalk
- Radio Galway
- RTÉ (Radio 1, 2FM, RnaG (Ierstalig), LyricFM)